# Domus de Janas
Domus de Janas (sardinsko za 'hišo vil' ali drugače 'hišo čarovnic'), znan tudi kot Necropoli ipogeica, je vrsta prednuraških skalnih grobnic, najdenih na Sardiniji. Sestavljene so iz več prostorov, ki so jih izkopali prebivalci San Ciriaca v obdobju kulture Ozieri in kasnejših kultur, ki po svoji postavitvi spominjajo na hiše.
Domus de Janas so na nekaterih območjih otoka znani tudi kot Forrus, Forreddus, Concheddas ali Gruttas. Na otoku jih je krepko čez 1000, običajno v skupinah od pet do 40.
Glavno območje razširjenosti je zahod province Sassari, katere vzhod (Gallura) je skoraj popolnoma prazen, ostale tri province pa imajo bistveno manj objektov.
Zgrajene večinoma med 3400 in 2700 pr. n. št., segajo v pozni neolitik, bakreno dobo in zgodnjo bronasto dobo, vključno z obdobjem kulture zvončastih čaš. Njihova nekropola na mestu Anghelu Ruju blizu Alghera je sestavljena iz 38 grobnic. Druga velika najdišča so Montessu blizu Villaperuccia in Sant'Andrea Priu pri Bonorvi. Veliko drugih domus de janas je mogoče najti po vsem otoku, z izjemo Gallure (kjer so bili pokojniki običajno pokopani v megalitskih krogih, kot je tisti v Li Muriju).

## Opis
Najstarejša oblika so okrog enega kubičnega metra velike kockaste komore z rahlo izbočenimi stenami in zaobljenimi vogali na vseh straneh, v navpičnih skalnih predelih. Zapirali so jih s ploščo, ki je pogosto ležala v pravilnem okvirju. Niso okrašene in niso zelo spektakularne. Kasneje so zgradili ali razširili prava skalna bivališča. Objekti, nekateri bogato okrašeni z 'bikovimi rogovi', so bili uporabljeni do začetka nuraške kulture. Nekatere komore so vklesane v pobočja hribov z dolgimi vhodnimi hodniki (dromosi) (Filigosa v Macomerju) in imajo do 21 stranskih celic (nekropola S'Adde e Asile) ali niš. Domnevno prvotno najdišče v bližini Iglesiasa v provinci Carbonia-Iglesias, ki je bilo nemoteno od prve zasedbe, je vsebovalo 35 lobanj, ki so ležale ločene od drugih kosti.
Oblika notranjih komor se lahko razlikuje od oblike zaobljene koče s stožčastim ali trikotnim stropom. Stene so pogosto okrašene z reliefi ali jedkanicami, ki prikazujejo magične in verske simbole, kot so spirale, cik-cak motivi in bikovi rogovi.
Izrezljana ali poslikana lažna vrata se pojavljajo v približno 20 grobnicah, večinoma na severozahodni Sardiniji,:137–9 primer so nekatere grobnice nekropole Anghelu Ruju, ki jih je mogoče različno datirati od kultur Ozieri do Bonnanaro (ok. 3200 – 1600 pr. n. št.). Najzgodnejši primeri so starejše od pojava lažnih vrat v staroegipčanskih grobnicah. Ta lažna vrata se običajno pojavijo na zadnji steni glavne komore in so predstavljena z vodoravnimi in navpičnimi okvirji ter štrlečo preklado. Včasih so vrata na vrhu s poslikanimi ali izrezljanimi bikovimi rogovi v obliki črke U, vpisanimi drug v drugega v spremenljivem številu.
Trupla, pobarvana z rdečo oker, tako kot stene grobnice, so pokopali skupaj z običajnimi življenjskimi predmeti, dragulji in orodjem. Po mnenju arheologa Giovannija Lilliua so bili pokopani pod lupinami mehkužcev; po drugih teorijah so jih pustili zunaj grobnice, vanjo pa so jih dali šele potem, ko so se spremenili v okostje.
Domus de Janas z arhitekturno fasado (italijansko Domus a prospetto architettonico - znane tudi kot grobnice velikanov, vkopane v skalo) so grobna tipologija, ki jo sestavlja približno 90 kompleksov, skoncentriranih na severozahodu Sardinije in v regiji Goceano. So bodisi na novo zgrajene bodisi spremenjene iz starejših Domus de Janas, z dodatkom osrednje stele, vkopane v skalo, značilne za grobnice velikanov. Na vrhu stele so običajno tri luknje, v katere so bili vstavljeni majhni kamniti kulti. Najbolj znani so Campu Luntanu, Molafa, Mesu 'e Montes, Sa Figu S'Iscia 'e Sas Piras in Sos Furrighesos.
Druga različica Domus de Janas so navpični jaški, podobni mastabam, z jajčastimi komorami, kot so tiste, najdene na polotoku Sinis blizu Cuccuru S'Arriu in znane kot grobovi v pečicah.

## Gallery
- Bikovi rogovi, nekropola Su Crucifissu Mannu, Porto Torres
- Notranjost enega od Domus de Janas v Sant'Andrea Priu, Bonorva
- Domus de Janas iz S'Elighe Entosu
- Vhod v domus de janas Genne Salixi, ruševine
- Domus de Janas v Lotzorai
- Notranjost Domus de Janas
- Nekropola Arzolas de Goi, Nughedu Santa Vittoria
- Necropolis of Arzolas de Goi, Nughedu Santa Vittoria
- Prednuragična lažna vrata, okrašena z bikovimi rogovi, iz Putifigarija
- Tloris grobnice poglavarja, nekropola Sant'Andrea Priu

## Izkopavanja in študije
Leta 1904 je Antonio Taramelli izvedel izkopavanje v nekropoli Anghelu Ruju, ki je veljalo za prvo obsežno in je dalo opazne rezultate, objavljene leta 1909. Giovanni Pinza in Antonio Taramelli sta prva podala definicijo teh spomenikov in njihovo dokumentirano uvrstitev v kulturno panoramo Sredozemlja.

## Unescova nominacija
Leta 2021 je bil domus de janas nominiran za seznam območij svetovne dediščine, decembra 2023 pa regija Sardinija v sodelovanju z različnimi organi (Regionalno nadzorništvo Sardinije, Nadzorništvo za arheologijo, likovno umetnost in krajino za pokrajine Sassari in Nuoro, nadzorništvo za arheologijo, likovno umetnost in krajino metropolitanskega mesta Cagliari ter pokrajine Oristano in južne Sardinije ter regionalni direktorat muzejev Sardinije) podpisala memorandum o soglasju v podporo kandidaturi. Natančneje, nominiranih je bilo več Domus de Janas v občinah: Ardauli, Alghero, Anela, Arzachena, Bonorva, Castelsardo, Cheremule, Goni, Mamoiada, Mores, Oliena, Olmedo, Oniferi, Ossi, Ozieri, Pau, Porto Torres, Putifigari, Sassari, Sedilo, Sennori, Villanova Monteleone, Villaperuccio in Villa Sant'Antonio.